# Некера сплощена
Некера сплощена (Neckera complanata) — вид мохів порядку гіпнобрієвих (Hypnales).

## Поширення
Ареал охоплює такі частини світу: Європа, Північна Америка.
Населяє стовбури дерев, гумус, скелі, навислі уступи, затінений вертикальний піщаник, вапнякові брили, вологі породи змішаних лісів; від низьких до помірних висот (100–500 метрів).

## Характеристика

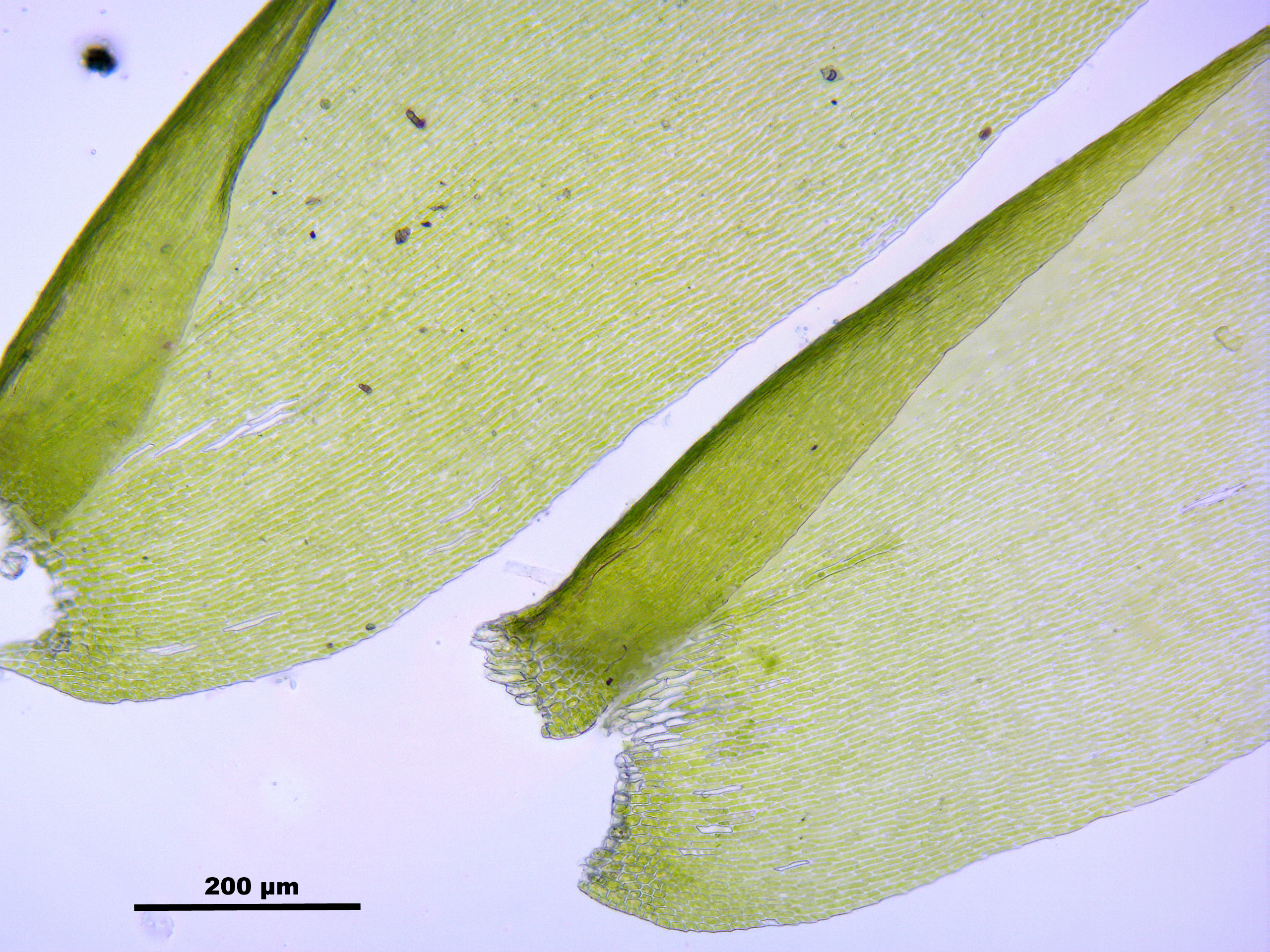

Рослини 3.5–4 см. Стеблові листки (центральні) довгасті, плоскі, 2.5–3 × 1.2–1.5 мм; краї цілісні проксимально, злегка зубчасті на вершині; верхівка округло-гольчаста. Коробочкові ніжки 0.7–1.2 см.